# Saxholmens borg
Saxholmens borg är en borgruin på ön Saxen som ligger i inloppet till Ölmeviken i nordöstra Vänern. Den ligger i Ölme socken i nuvarande Kristinehamns kommun i Värmland och är daterad till 1200-talets andra hälft.

## Borgens beskrivning i fornsök
Borgruinen är omkring 130x30-90 meter stor med nord/sydlig utbredning och består av en ruinkulle och 5 vallar. Ruinkullen är  närmast rund, cirka 20 meter i diameter och 3-3.5 meter hög. Den är till större delen övertorvad. Vid foten, särskilt på södra, sydvästra och västra sidan ligger talrika nedrasade stenar, i allmänhet av storleken 0.2-0.4 meter. I mitten av ruinkullen finns en grop, närmast rund, 7 meter diameter och intill 1.5 meter djup. Ursprungliga inre mått bör ha varit ca 4x5 meter av oviss form. I gropens södra kant finns vid gropens botten ett synligt ett valv, 1 meter brett, 0.3 meter högt och cirka 1 meter djupt. Ovanför valvet syns murning med kalkputs. Gropens botten är delvis täckt av stenar, 0.2-0.4 meter stora. En del av ruinkullens nordvästra sida synes vara utrasad, så att en 7x5 meter stor terrass har bildats i sydväst/nordost. Det omgivande berget stupar brant åt väster, norr och öster. På de ställen där stupen är avbrutna av skrevor eller där berget stupar mindre brant är branten på fem platser avspärrad av vallar, 10, 20 respektive 25 meter långa, 2-3 meter breda och 0.3-0.6 meter höga. Stenarna i vallarna är i allmännhet 0.2-0.5 meter stora. Berget är mycket småkuperat med ställvis mindre stup. I söder synes vara ett gammalt stenbrott med kvarliggande stenar.
Av beskrivningen framgår att öns branta klippor har utgjort ett naturligt försvar för borgen.

## Undersökningar
Åren 1992–1996 genomfördes arkeologiska undersökningar av borgen på Saxholmen.  Resultaten från undersökningarna visade att borganläggningen har bestått av en murad kastal av kvadratiskt tvärsnitt 10 x 10 meter  några bostadshus samt magasin och förråd. Borgen hade också en smedja. Borgens centrum har skyddades av en lägre stenmur, förstärkt av en träpalissad. Borgen dateras till 1200-talets senare del med hjälp av fynden och borglämningens konstruktion. Borgen har varit permanent bosatt. På öns sydöstra spets finns en konstruktion i sten möjligen en pir eller brygga. Eftersom ön är utsatt för hårt väder kan det ha varit en vågbrytare. Totalt påträffades omkring 2000 föremålsfynd vid undersökningar av borgen.

## Hypoteser om borgens byggherre
Skriftliga källor om Värmlands tidiga medeltid är fåtalig, och inga källor finns om borgen på Saxholmen. En hypotes framförd av J Rönnby är att Värmlands mäktige mäktige lagman Höld kan ha varit borgens byggherre.  Dokument finns däremot från 1200- och 1300-talet som handlar om närområdet till Ölmeviken och dess befolkning och gårdar. Dokumenten visar att släkten kallad Johan Wermskes släkt (efter äldste person), var i besittning av ett antal gårdar i området. Ölme kyrka kan ha uppförts som en stormanskyrka, vilket är sällsynt i Värmland. Fynd av ett dräktbeslag, med ätten Bobergs vapen, på borgområdet har också gett fart åt teorin om borgens byggherre. Bobergsätten ägde jord i Värmland under medeltiden och en dotter till riddaren och riksrådet Lars Boberg var gift med den värmländske lagmannen Algot Jonsson. Dick Harrisson avfärdar teorin om Bobergsätten.
Petrus Magnus Gylleníus besökte ön Saxholmen den 28 september 1639 och beskrev borgruinen. Han ger uppgifter om stockar efter en bro mellan Saxholm och Kummelön. Borgen ska ha varit administrativt centrum i "Saxholms län". 

## Sägen och myt
Det finns en myt om den grymme Saxe av Sachsen som levde på ön Saxen och plågade både husfolket och hustrun. Han fick dock sitt rättmätiga straff då hustrun rymde med sin älskare över Ölmevikens is en juldagsmorgon på en bakskodd häst. Dessförinnan hade hon enligt myten tänt eld på borgen och kastat in nyckeln på borggården.
Den äldre litteraturen om slottet sammanfattas av Arvid Ernvik i artikeln Saxholms slott i Värmland : ett arkeologiskt och historiskt problemkomplex  i Fornvännen 1977. 